# Bernardica Juretić
Bernardica Juretić Rožman (Srijane, 18. kolovoza 1963.) hrvatska je psihologinja i humanitarna djelatnica. Od 22. siječnja 2016. do 19. listopada 2016. bila je ministrica socijalne politike i mladih Republike Hrvatske.

## Životopis

### Mladost i obrazovanje
Rođena je u Splitu. U rodnom mjestu Srijane, završila je osnovnu školu. Srednju medicinsku školu završila je u Dubrovniku. Nakon završetka srednje škole 1984. godine, ušla je u redovničku zajednicu Službenica milosrđa - ančela. Radila je kao medicinska sestra u Njemačkoj, a školovanje je nastavila u Italiji. Na Salezijanskom papinskom sveučilištu u Rimu diplomirala je psihologiju te je 1990. magistrirala radnjom  Oboljeli od AIDS-a s psihološkog gledišta.

### Humanitarno-terapijski rad
Proučavajući logoterapiju Viktora Frankla i nakon iskustva rada s talijanskim svećenikom Pierinom Gelminijem koji se posvetio pomaganju oboljelima od AIDS-a i ovisnicima o drogama, 1990. godine, nakon povratka iz Italije, u Splitu osniva humanitarnu i terapijsku organizaciju Zajednica Susret. Terapijski centri zajednice kasnije su proširili djelovanje po cijeloj zemlji. Godine 2001. izlazi iz redovničke zajednice, ali nastavlja se baviti problemima ovisnosti. Predavala je na Visokoj zdravstvenoj školi u Zagrebu. Objavljivala je radove u časopisima (Orientamenti pedagogici, Anime e corpi, Kateheza, Đakovački Vjesnik, Tribina za mlade) i pisala novinske kolumne (Panorama, Glorija, Glas Slavonije). Održavala je predavanja, javne tribine i okrugle stolove, te sudjelovala na domaćim i međunarodnim kongresima, konferencijama i seminarima. Članica je Hrvatskog psihološkog društva.

### Političko djelovanje
Godine 1991. postaje članicom Nacionalne komisije za borbu protiv ovisnosti Vlade RH, a 1994. godine nacionalni koordinator za nevladine udruge iz područja prevencije i tretmana ovisnosti Vlade RH. Od godine 2002. je savjetnica, a od 2003. do 2008. predstojnica Ureda za suzbijanje zlouporabe opojnih droga Vlade RH. Godine 2012. postaje vanjski član Odbora za zdravstvo i socijalnu politiku Sabora RH. Godine 2016. imenovana je ministricom socijalne politike i mladih.

## Djela
- Oboljeli od AIDS-a s psihološkog gledišta (1990.)
- Obitelj i droga (1994.)[7]
- Droga: od beznađa do nade (1999.)[8]

## Vanjske poveznice
Mrežna mjesta
- Prva ispovijest Bernardice Juretić, ministrice socijalne skrbi: "Sad kreće moja najveća bitka za istinsku socijalnu državu"[neaktivna poveznica], www.braniteljski-portal.hr, 25. siječnja 2016.
- Bernardica Juretić, Evaluation of drug addiction treatment in Therapeutic Community "Zajednica Susret", drogeiovisnosti.gov.hr
- Bernardica Juretić: Zabrinutija sam za današnje generacije jer sintetičke droge više oštećuju mozak, www.civilnodrustvo.hr, 3. prosinca 2012.
- Bernardica Juretić - zaštitnica obeshrabrenih i izgubljenih mladih, Nacional, arhiva.nacional.hr, 14. listopada 2003.
- Zajednica susret, službeno mrežno mjesto